# Giulio Berruti (réalisateur)
Pour les articles homonymes, voir Giulio Berruti et Berruti.
Giulio Berruti, né le 28 avril 1937 à Turin, est un monteur, un scénariste et un metteur en scène italien.

## Biographie
Né le 28 avril 1937 à Turin, Berruti a travaillé dans divers domaines de l'industrie cinématographique. Dès 1964, il travaille comme scénariste, est plusieurs fois assistant-réalisateur entre 1968 et 1973, puis travaille pendant deux ans comme monteur sur cinq films. Il passe à la réalisation en 1976 avec Noi siam come le lucciole (it) et en 1978 La Petite Sœur du diable qu'il a également scénarisé d'après un fait divers dans un hôpital belge. Il a également réalisé des documentaires. 

## Filmographie

### Comme réalisateur
- 1976 : Noi siam come le lucciole (it)
- 1979 : La Petite Sœur du diable

### Comme assistant-réalisateur
- 1966 : Albero verde de Giuseppe Rolando (it)
- 1969 : Mes ennemis, je m'en garde ! (...dai nemici mi guardo io!) de Mario Amendola
- 1968 : I due pompieri (it) de Bruno Corbucci
- 1972 : Le parrain a le bras long (La mano lunga del padrino) de Nardo Bonomi
- 1973 : Baba Yaga de Corrado Farina

### Comme scénariste
- 1966 : Albero verde de Giuseppe Rolando (it)
- 1969 : Le altre d'Alessandro Fallay
- 1971 : Hanno cambiato faccia de Corrado Farina
- 1972 : Le parrain a le bras long (La mano lunga del padrino) de Nardo Bonomi
- 1973 : Baba Yaga de Corrado Farina
- 1976 : Croc-Blanc et le Chasseur solitaire (Zanna Bianca e il cacciatore solitario) d'Alfonso Brescia
- 1976 : Noi siam come le lucciole (it) de lui-même
- 1979 : La Petite Sœur du diable de lui-même

### Comme monteur
- 1971 : Hanno cambiato faccia de Corrado Farina
- 1972 : Le parrain a le bras long (La mano lunga del padrino) de Nardo Bonomi
- 1973 : Baba Yaga de Corrado Farina
- 1974 : Pénitencier de femmes perverses (Prigione di donne) de Brunello Rondi
- 1975 : Roma drogata la polizia non può intervenire de Lucio Marcaccini
- 1975 : La Bagarre du samedi soir (Il tempo degli assassini) de Marcello Andrei
- 1976 : La studentessa de Fabio Piccioni